# Treasure (album van Cocteau Twins)
Treasure is het derde studioalbum van de Schotse newwaveband Cocteau Twins. Het werd uitgebracht op 1 november 1984 op het 4AD-label. Het album werd opgenomen in augustus en september 1984 in de Palladium Studio's in Edinburgh en Rooster Studio in West-Londen.

## Geschiedenis
Treasure voerde al snel de indielijst aan, maar verkocht ook goed onder het bredere publiek. In Engeland bereikte het album de 29e plaats in de UK Albums Chart.
Vergeleken met de voorgaande albums is de muziekstijl van Cocteau Twins op Treasure duidelijk gewijzigd. De band laat voor het eerst een wat milder en etherischer geluid horen en Elizabeth Frazer zingt nu ook in de hogere regionen.
Treasure wordt door veel liefhebbers beschouwd als het beste werk van de band en heeft lovende kritieken gekregen. Melody Maker beschreef het album als ware genialiteit en de zang van Elizabeth Fraser als de "stem van God".

## Groepsleden
- Elizabeth Fraser - zang
- Robin Guthrie - gitaar
- Simon Raymonde - basgitaar

## Productie
- Producer - Cocteau Twins
- Engineering - Droston J. Madden, Jon Turner*
- Hoesontwerp - 23 Envelope

## Nummers
| nummer | titel      | duur |
| ------ | ---------- | ---- |
| 1      | Ivo        | 3:53 |
| 2      | Lorelei    | 3:43 |
| 3      | Beatrix    | 3:11 |
| 4      | Persephone | 4:20 |
| 5      | Pandora    | 5:35 |
| 6      | Amelia     | 3:31 |
| 7      | Aloysius   | 3:26 |
| 8      | Cicely     | 3:29 |
| 9      | Otterley   | 4:00 |
| 10     | Donimo     | 6:19 |